# Championnat de Belgique de football 1966-1967
Navigation
Saison précédente Saison suivante
Le championnat de Belgique de football 1966-1967 est la 64e saison du championnat de première division belge.

## Clubs participants
Seize clubs prennent part à ce championnat, soit le même nombre que lors de l'édition précédente.  Ceux dont le matricule est indiqué en gras existent toujours aujourd'hui.
| #  | Nom                                        | Mat. | Ville                | Stades                       | Entraîneur                | En D1 depuis (série) | Total en D1 | Saison précédente |
| -- | ------------------------------------------ | ---- | -------------------- | ---------------------------- | ------------------------- | -------------------- | ----------- | ----------------- |
| 1  | Royal Sporting Club Anderlechtois          | 35   | Anderlecht           | Stade Émile Versé            | András Béres              | 1935-1936 (30e)      | 36e         | 1er               |
| 2  | Royal Antwerp Football Club                | 1    | Anvers               | Bosuilstadion                | Harry Game                | 1901-1902 (58e)      | 63e         | 10e               |
| 3  | Royal Beerschot Athletic Club              | 13   | Anvers               | Kiel                         | Omer Van Boxelaer         | 1907-1908 (52e)      | 58e         | 4e                |
| 4  | Koninklijke Beringen Football Club         | 522  | Beringen             | Mijnstadion                  | Vlatko Konjevod           | 1962-1963 (5e)       | 11e         | 14e               |
| 5  | Royal Football Club Brugeois               | 3    | Bruges               | De Klokke                    | Louis Dupal               | 1959-1960 (8e)       | 45e         | 5e                |
| 6  | Royal Daring Club de Bruxelles             | 2    | Molenbeek            | Stade Oscar Bossaert         | Billy Elliott             | 1959-1960 (8e)       | 46e         | 13e               |
| 7  | Royal Charleroi Sporting Club              | 22   | Charleroi            | Stade du Mambourg            | ?                         | 1966-1967 (1re)      | 11e         | Division 2 : 2e   |
| 8  | Association Royale Athlétique La Gantoise  | 7    | Gentbrugge           | Stade Jules Otten            | Julien Labeau             | 1936-1937 (28e)      | 39e         | 7e                |
| 9  | Royal Football Club Liégeois               | 4    | Rocourt              | Stade Vélodrome Oscar Flesch | Arthur Ceuleers           | 1945-1946 (22e)      | 38e         | 9e                |
| 10 | Royal Standard Club Liège                  | 16   | Sclessin             | Stade de Sclessin            | Michel Pavic              | 1921-1922 (43e)      | 48e         | 3e                |
| 11 | Koninklijke Lierse Sportkring              | 30   | Lierre               | Stade Herman Vanderpoorten   | Staf Van den Bergh        | 1953-1954 (14e)      | 32e         | 11e               |
| 12 | Koninklijke Football Club Malinois         | 25   | Malines              | Achter de Kazerne            | András Dolgos             | 1965-1966 (2e)       | 31e         | 6e                |
| 13 | Royal Racing White                         | 47   | Woluwe-Saint-Lambert | Stade Fallon                 | Norberto Höfling          | 1965-1966 (2e)       | 13e         | 12e               |
| 14 | Koninklijke Sint-Truidense Voetbalverening | 373  | Saint-Trond          | Stayenveld                   | Ward Volckaert            | 1957-1958 (10e)      | 10e         | 2e                |
| 15 | Royal Tilleur Football Club                | 21   | Tilleur              | Stade de Buraufosse          | ?                         | 1963-1964 (3e)       | 21e         | 8e                |
| 16 | Koninklijke Sportvereniging Waregem        | 4451 | Waregem              | Regenboogstadion             | Frédéric Chaves d'Aguilar | 1966-1967 (1re)      | 1re         | Division 2 : 1er  |

### Localisation des clubs
| Antwerp FC Beerschot AC Lierse SK FC Malinois FC Brugeois SV Waregem La Gantoise Bruxelles Beringen FC Sint-Truidense VV Liège Charleroi SC |

#### Localisation des clubs bruxellois
Les 3 cercles bruxellois sont:
(5) R. Daring CB
(6) R. SC Anderlecht
(15) R. Racing White

#### Localisation des clubs liégeois
Les 3 cercles liégeois sont:
(1) R. FC Légeois
(6) R. Tilleur FC
(8) R. Standard CL

## Résultats

### Résultats des rencontres
Avec seize clubs engagés, 240 matches sont au programme de la saison.
| Résultats (▼dom., ►ext.)                                   | AND | ANT | BEE | BER | BRU | CHA | DAR | GAN | FCL | LIE | MAL | RRW | STA | STT | TIL | WAR |
| R. SC Anderlechtois                                        |     | 0-0 | 2-0 | 5-0 | 3-0 | 2-0 | 5-0 | 3-0 | 1-0 | 4-1 | 2-2 | 3-0 | 0-0 | 0-0 | 2-0 | 1-0 |
| R. Antwerp FC                                              | 0-2 |     | 1-1 | 0-2 | 0-1 | 0-2 | 3-1 | 0-1 | 1-1 | 2-0 | 3-1 | 2-2 | 1-1 | 3-0 | 2-0 | 1-1 |
| R. Beerschot AC                                            | 0-0 | 1-3 |     | 4-0 | 3-6 | 4-2 | 2-0 | 4-1 | 1-4 | 0-1 | 1-1 | 1-1 | 2-1 | 5-2 | 4-1 | 0-0 |
| K. Beringen FC                                             | 0-2 | 1-2 | 0-1 |     | 1-2 | 1-1 | 1-2 | 1-1 | 4-1 | 0-4 | 4-0 | 2-2 | 2-1 | 4-2 | 4-0 | 0-0 |
| R. FC Brugeois                                             | 1-2 | 1-2 | 2-1 | 3-2 |     | 5-1 | 2-1 | 3-1 | 1-1 | 3-1 | 1-0 | 4-0 | 4-2 | 2-0 | 2-0 | 1-0 |
| R. Charleroi SC                                            | 0-7 | 1-1 | 1-1 | 2-2 | 0-1 |     | 1-1 | 0-0 | 0-0 | 2-0 | 2-2 | 1-0 | 1-0 | 2-0 | 5-0 | 3-2 |
| R. Daring CB                                               | 2-3 | 1-0 | 4-0 | 2-2 | 3-1 | 1-1 |     | 2-2 | 0-1 | 1-0 | 2-0 | 1-1 | 3-2 | 1-4 | 3-0 | 1-2 |
| ARA La Gantoise                                            | 2-1 | 2-2 | 1-2 | 1-1 | 0-2 | 1-0 | 3-1 |     | 0-1 | 3-2 | 1-3 | 2-1 | 0-3 | 0-2 | 2-1 | 2-2 |
| R. FC Liégeois                                             | 0-0 | 1-0 | 1-1 | 1-3 | 1-0 | 0-1 | 2-0 | 5-1 |     | 2-0 | 3-0 | 1-0 | 1-0 | 2-0 | 2-1 | 1-2 |
| K. Lierse SK                                               | 0-2 | 1-0 | 0-0 | 0-0 | 0-3 | 4-0 | 0-0 | 3-0 | 1-2 |     | 0-0 | 2-2 | 1-1 | 1-0 | 5-0 | 1-1 |
| K. FC Malinois                                             | 0-2 | 0-0 | 2-0 | 1-1 | 1-1 | 1-1 | 2-2 | 1-1 | 2-1 | 1-3 |     | 2-0 | 3-2 | 1-1 | 2-0 | 0-1 |
| R. Racing White                                            | 0-7 | 2-0 | 5-3 | 2-2 | 1-4 | 2-0 | 2-2 | 2-0 | 0-3 | 0-0 | 0-2 |     | 0-0 | 1-0 | 3-0 | 4-0 |
| R. Standard CL                                             | 2-0 | 2-0 | 5-1 | 3-2 | 3-1 | 3-2 | 0-0 | 4-2 | 0-2 | 3-0 | 3-2 | 0-0 |     | 4-3 | 1-0 | 2-1 |
| K. Sint-Truidense VV                                       | 1-0 | 0-1 | 4-2 | 0-0 | 2-2 | 3-1 | 2-2 | 0-0 | 1-1 | 3-0 | 4-2 | 2-1 | 1-0 |     | 4-2 | 1-0 |
| R. Tilleur FC                                              | 0-1 | 0-2 | 3-2 | 0-2 | 1-2 | 3-1 | 2-2 | 3-1 | 1-1 | 2-3 | 1-1 | 2-1 | 0-1 | 1-0 |     | 2-1 |
| K. SV Waregem                                              | 1-1 | 0-0 | 1-0 | 1-1 | 0-1 | 0-0 | 1-0 | 1-0 | 5-1 | 2-0 | 2-1 | 0-0 | 1-1 | 0-1 | 0-0 |     |
| - Victoire à domicile - Match nul - Victoire à l'extérieur |     |     |     |     |     |     |     |     |     |     |     |     |     |     |     |     |

### Classement final
| Rang | Équipe                | Pts | J  | G  | N  | P  | Bp | Bc | Diff |
| ---- | --------------------- | --- | -- | -- | -- | -- | -- | -- | ---- |
| 1    | R. SC ANDERLECHTOIS T | 47  | 30 | 20 | 7  | 3  | 63 | 12 | +51  |
| 2    | R. FC Brugeois        | 45  | 30 | 21 | 3  | 6  | 62 | 33 | +29  |
| 3    | R. FC Liégeois        | 39  | 30 | 16 | 7  | 7  | 43 | 27 | +16  |
| 4    | R. Standard CL C      | 37  | 30 | 15 | 7  | 8  | 50 | 34 | +16  |
| 5    | R. Antwerp FC         | 32  | 30 | 11 | 10 | 9  | 34 | 27 | +7   |
| 6    | K. Sint-Truidense VV  | 31  | 30 | 12 | 7  | 11 | 43 | 41 | +2   |
| 7    | K. SV Waregem         | 30  | 30 | 9  | 12 | 9  | 28 | 27 | +1   |
| 8    | R. Daring CB          | 27  | 30 | 8  | 11 | 11 | 41 | 47 | -6   |
| 9    | K. Lierse SK          | 26  | 30 | 9  | 8  | 13 | 34 | 39 | -5   |
| 10   | R. Beerschot AC       | 26  | 30 | 9  | 8  | 13 | 47 | 55 | -8   |
| 11   | K.Beringen FC         | 26  | 30 | 7  | 12 | 11 | 43 | 46 | -3   |
| 12   | K. FC Malinois        | 26  | 30 | 7  | 12 | 11 | 36 | 45 | -9   |
| 13   | R. Racing White       | 25  | 30 | 7  | 11 | 12 | 35 | 48 | -13  |
| 14   | R. Charleroi SC       | 25  | 30 | 7  | 11 | 12 | 32 | 49 | -17  |
| 15   | ARA La Gantoise       | 22  | 30 | 7  | 8  | 15 | 31 | 56 | -25  |
| 16   | R. Tilleur FC         | 16  | 30 | 6  | 4  | 20 | 26 | 62 | -36  |

Légende
- Champion de Belgique 1967 et qualifié pour la « Coupe des clubs champions » la saison suivante
- Club qualifié pour la « Coupe des vainqueurs de coupe » pour la saison suivante
- Club inscrit en « Coupe des Villes de Foires » pour la saison suivante
- Club relégué pour la saison suivante

Abréviations
T : Tenant du titre 1966

C : Vainqueur de la Coupe de Belgique 1966-1967

 : club promu de « Division 2 » depuis la saison précédente

### Meilleur buteur
Jan Mulder (R. SC Anderlechtois) est sacré meilleur buteur avec 20 goals. Il est le premier joueur néerlandais et le sixième étranger à terminer meilleur buteur de la plus haute division belge. Le précédent était Vahram Kevorkian en 1909.

#### Classement des buteurs
Le tableau ci-dessous reprend les 18 meilleurs buteurs du championnat, soit les joueurs ayant inscrit dix buts ou plus durant la saison.
| #   | Pays | Joueur               | Club                 | Buts | Matches joués |
| --- | ---- | -------------------- | -------------------- | ---- | ------------- |
| 1.  |      | Jan Mulder           | R. SC Anderlechtois  | 20   | 22            |
| 2.  |      | Raoul Lambert        | R. FC Brugeois       | 18   | 27            |
| =.  |      | Paul Van Himst       | R. SC Anderlechtois  | 18   | 30            |
| 4.  |      | Roger Claessen       | R. Standard CL       | 16   | 24            |
| 5.  |      | Gilbert Bailliu      | R. FC Brugeois       | 13   | 27            |
| =.  |      | Jacques Stockman     | R. FC Liégeois       | 13   | 29            |
| 7.  |      | Victor Lunga         | K. Beringen FC       | 12   | 29            |
| =.  |      | Kamiel Van Damme     | K. FC Malinois       | 12   | 30            |
| 9.  |      | Jean-Paul Colonval   | R. Daring CB         | 11   | 27            |
| =.  |      | Gerard Bergholtz     | R. SC Anderlechtois  | 11   | 28            |
| =.  |      | Eddy Koens           | K. Sint-Truidense VV | 11   | 29            |
| =.  |      | Raymond Corbaye      | R. Tilleur FC        | 11   | 30            |
| 13. |      | Philippe Mardaga     | R. FC Liégeois       | 10   | 16            |
| =.  |      | Ludwig Zorgvliet     | K. Lierse SK         | 10   | 26            |
| =.  |      | Johny Thio           | R. FC Brugeois       | 10   | 26            |
| =.  |      | Prudent Bettens      | K. SV Waregem        | 10   | 30            |
| =.  |      | Jean-Pierre Kasprzak | K. Beringen FC       | 10   | 30            |
| =.  |      | Frans Janssens       | K. Lierse SK         | 10   | 30            |

## Parcours européens des clubs belges

### Parcours du RSC Anderlecht en Coupe des clubs champions
Réalisant une victoire record au premier tour (1-10) en Finlande, contre Haka Valkeakoski (dont 5 buts de Paul Van Himst), Anderlecht assure (2-0) lors du retour. Par contre, la désillusion et la déception attend les « Mauves » en huitièmes de finale. Sèchement défait (4-1) au Dukla Prague, le champion de Belgique s'incline de nouveau à domicile (1-2) et quitte la compétition.

### Parcours du Standard de Liège en Coupe des vainqueurs de coupe
Contraint de disputer la seule rencontre prévue en guise de tour préliminaire, le Standard se promène, à domicile, lors du match retour contre les islandais du Valur Reykjavik et l'emporte 8-1, après avoir été accroché (1-1) lors de la manche aller.
Lors du premier tour proprement dit, à savoir les seizièmes de finale, les « Rouches » n'éprouvent pas de grandes difficultés pour enregistrer deux succès contre les chypriotes d'Apollon Limassol avec deux victoires 5-1 et 0-1. En huitièmes de finale, le vainqueur de la Coupe de Belgique 1966 est le premier club belge à bénéficier de l'aménagement des règles de départage. Battu 2-1 au BSG Chemie Leipzig, le Standard gagne 1-0 à Sclessin et se qualifie grâce à la nouvelle règle des buts marqués à l'extérieur.
En quarts de finale, le club est battu (2-1) à Raba ETO Györ en Hongrie, mais fait la différence au retour à domicile (2-0). Pour la deuxième fois, les Standardmen atteignent le dernier carré d'une compétition européenne.
En demi-finale, le Standard preste joliment mais ne peut rien contre un Bayern Munich en plein devenir et qui aligne déjà des éléments comme Franz Beckenbauer, Gerd Müller ou Sepp Maier, qui deviendront les piliers de l'équipe allemande championne du monde huit ans plus tard. Battu (2-0) au Grünwalderstadion, les « Rouches » s'inclinent à nouveau (1-3) lors du retour à domicile.

### Parcours en Coupe des villes de foires
Au premier tour, l'Antwerp élimine l'Union Luxembourg sans convaincre avec deux victoires par le plus petit écart (0-1 et 1-0). Le club est éliminé au deuxième tour par les Écossais de Kilmarnock, qui infligent deux défaites aux anversois (0-1 et 7-2).
Le FC Liégeois entre dans la compétition au deuxième tour, face aux est-allemands du 1. FC Lokomotive Leipzig. Les joueurs liégeois réalisent un partage (0-0) en déplacement mais s'inclient ensuite au retour à domicile (1-2) et sont éliminés.
Le dernier club belge engagé, La Gantoise, débute également au deuxième tour contre les Girondins de Bordeaux. Les gantois l'emportent à domicile (1-0) au match aller puis tiennent le 0-0 lors du match retour au Parc Lescure et se qualifient pour le tour suivant. Ils y rencontrent Kilmarnock, les tombeurs de l'Antwerp, qui ne leur laissent également aucune chance et remportent les deux rencontres, 1-0 en Écosse et 1-2 à Gand.

## Récapitulatif de la saison
- Champion : R. SC Anderlechtois (13e titre)
- Première équipe à remporter treize titres de champion de Belgique
- Troisième équipe à remporter quatre titres consécutifs
- 35e titre pour la province de Brabant.

| Région flamande (9)             | Région flamande (9) | Province de Brabant (3)      | Province de Brabant (3) | Région wallonne (4)    | Région wallonne (4) |
| ------------------------------- | ------------------- | ---------------------------- | ----------------------- | ---------------------- | ------------------- |
| Province d'Anvers               | 4                   | Région de Bruxelles-Capitale | 3                       | Province de Hainaut    | 1                   |
| Province de Flandre-Occidentale | 2                   | Province du Brabant flamand  | 0                       | Province de Liège      | 3                   |
| Province de Flandre-Orientale   | 1                   | Province du Brabant wallon   | 0                       | Province de Luxembourg | 0                   |
| Province de Limbourg            | 2                   |                              |                         | Province de Namur      | 0                   |

1. ↑  Au niveau footballistique, la province de Brabant est toujours unitaire malgré sa partition territoriale en 1995.

### Admission et relégation
La Gantoise, après une présence de 28 saisons consécutives, doit quitter la plus haute division. Elle est accompagnée en Division 2 par Tilleur. Ils sont remplacés par le SK Beveren-Waas et l'Olympic Charleroi.

### Débuts en Division 1
Un club fait ses débuts dans la plus haute division belge. Il est le 52e club différent à y apparaître.
- Le KSV Waregem est le 6e club de la province de Flandre-Occidentale à évoluer dans la plus haute division belge.

### Bilan de la saison
| Championnat de Belgique de football 1966-1967 |                                           |
| Champion                                      | R. SC Anderlechtois (13e titre)           |
| Dauphin                                       | R. FC Brugeois                            |
| Coupes et trophées                            |                                           |
| Vainqueur de la Coupe de Belgique 1966-1967   | R. Standard CL                            |
| Qualifications continentales                  |                                           |
| Coupe des clubs champions européens 1967-1968 | R. SC Anderlechtois (Seizièmes de finale) |
| Coupe des vainqueurs de coupe 1967-1968       | R. Standard CL (Seizièmes de finale)      |
| Coupe des villes de foires 1967-1968          | R. FC Brugeois (Premier tour)             |
| Coupe des villes de foires 1967-1968          | R. FC Liégeois (Premier tour)             |
| Coupe des villes de foires 1967-1968          | R. Antwerp FC (Premier tour)              |
| Promotions et relégations                     |                                           |
| Promus en Division 1                          | SK Beveren-Waas                           |
| Promus en Division 1                          | R. Olympic CC                             |
| Relégués en Division 2                        | ARA La Gantoise                           |
| Relégués en Division 2                        | R. Tilleur FC                             |